# ジリアン・アームストロング
ジリアン メイ アームストロング（Gillian May Armstrong,1950年12月18日 - ）は、オーストラリアビクトリア州メルボルン出身の映画監督、映画プロデューサー、脚本家である。

## 人物
1950年12月18日にオーストラリアビクトリア州メルボルンに生まれる。
スウィンバーン工科大学とオーストラリアン・フィルム・アンド・テレビジョンスクールで映画制作を学び、編集や短編映画製作を経て、1979年の長編映画『わが青春の輝き』でカンヌ国際映画祭パルムドールにノミネートされた。

## 主な監督作品
- わが青春の輝き My Brilliant Career  (1979)
- 燃えつきるまで Mrs. Soffel  (1984)
- 若草物語 Little Women  (1994)
- オスカーとルシンダ Oscar and Lucinda  (1997)
- シャーロット・グレイ Charlotte Gray  (2001)
- 奇術師フーディーニ 〜妖しき幻想〜 Death Defying Acts (2008)　日本未公開